# Williamspäron

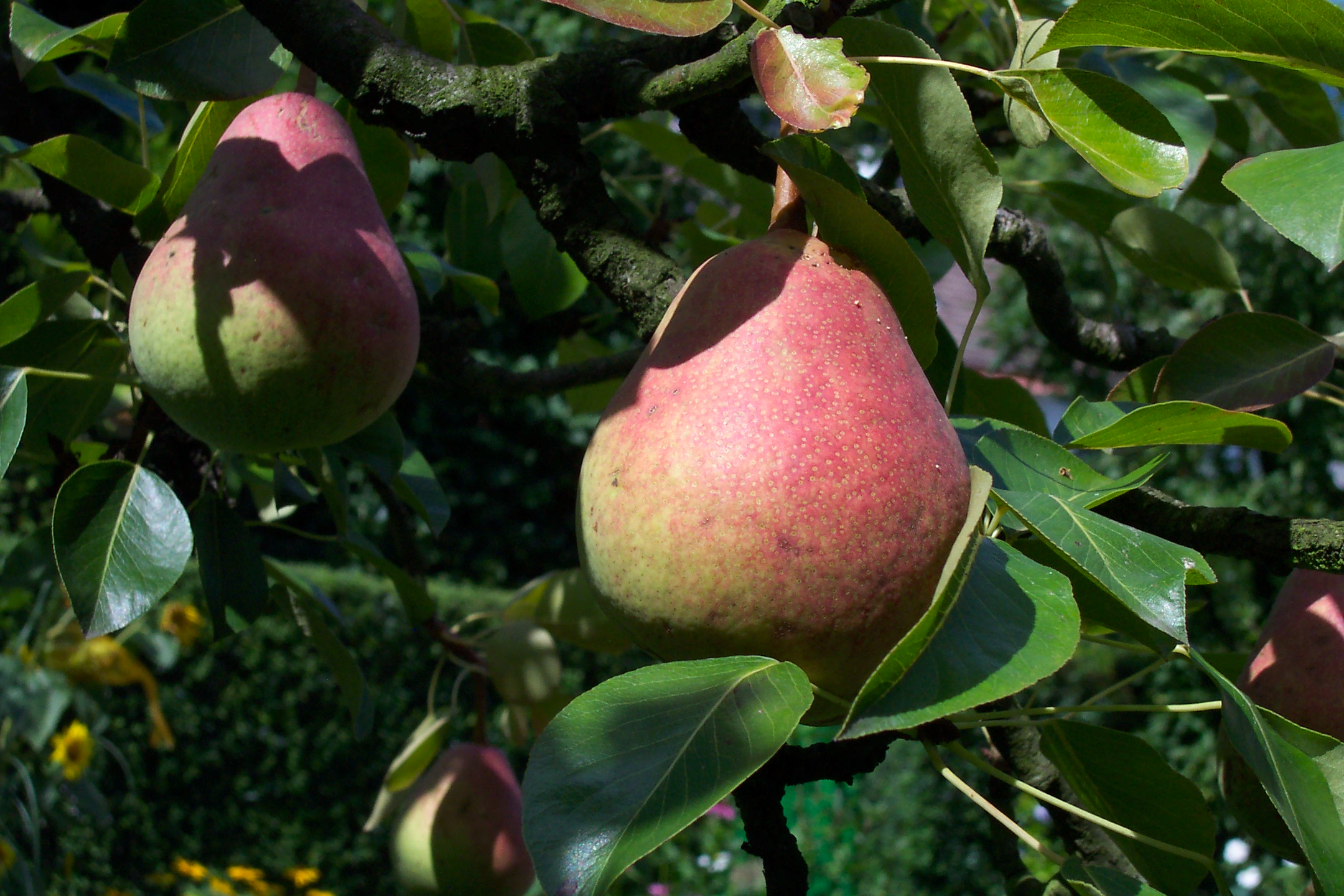
Williamspäron

Williamspäron (litografi av målning av Henriette Sjöberg (1842–1915)).

Williamspäron, egentligen Williams' Bon Chrétien, är en kultivar av små päron. De är gröna när de är omogna, för att sedan övergå till att bli gula eller röda vid mognad.
I Schweiz säljs fruktbrännvin under namnet Williams. I kantonen Valais används den skyddade ursprungsbeteckningen Eau-de-vie de poire du Valais AOP för ett brännvin som enbart görs av Williams-päron.
Williamspäronen är väldigt söta i smaken och konsistensen är förhållandevis mjuk till skillnad från vanliga gröna päron.